# Údol
Údol este o comună slovacă, aflată în districtul Stará Ľubovňa din regiunea Prešov. Localitatea se află la altitudinea de 519 m deasupra n.m., se întinde pe o suprafață de 13,07 km2 și în 2011 număra 406 locuitori. 

## Istoric
Localitatea Údol este atestată documentar din 1427.

## Demografie
| An:                | 1994 | 2004   | 2014   | 2024   |
| ------------------ | ---- | ------ | ------ | ------ |
| Număr de persoane: | 459  | 417    | 396    | 367    |
| Diferență:         |      | −9,15% | −5,03% | −7,32% |

| An:                | 2023 | 2024   |
| ------------------ | ---- | ------ |
| Număr de persoane: | 370  | 367    |
| Diferență:         |      | −0,81% |